# Kijci
Kijci (znanstveno ime Clavariadelphus) so rod gliv iz družine kijark (Clavariadelphaceae).

## Seznam kijcev Slovenije[2]
- jezikasti kijec (Clavariadelphus ligula)
- veliki kijec (Clavariadelphus pistillaris)
- sahalinski kijec (Clavariadelphus sachalinensis)
- odsekani kijec (Clavariadelphus truncatus)